# 15 martie
ianuarie • februarie • martie  • aprilie  • mai  • iunie  • iulie  • august  • septembrie  • octombrie  • noiembrie  • decembrie
15 martie este a 74-a zi a calendarului gregorian și ziua a 75-a în anii bisecți. Mai sunt 291 de zile până la sfârșitul anului.

## Evenimente

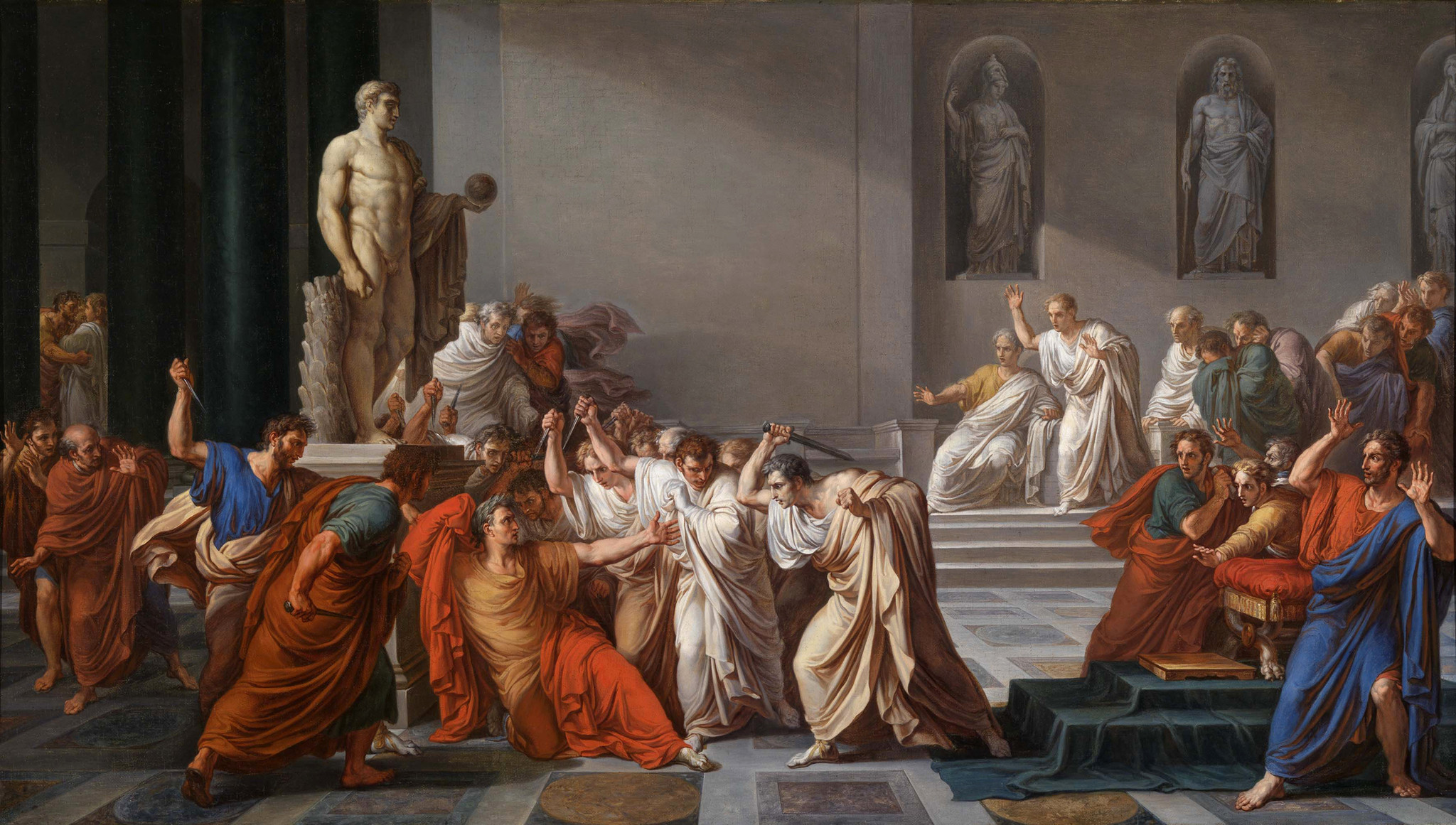
44 î.Hr.: Asasinarea împăratului roman Iuliu Cezar.

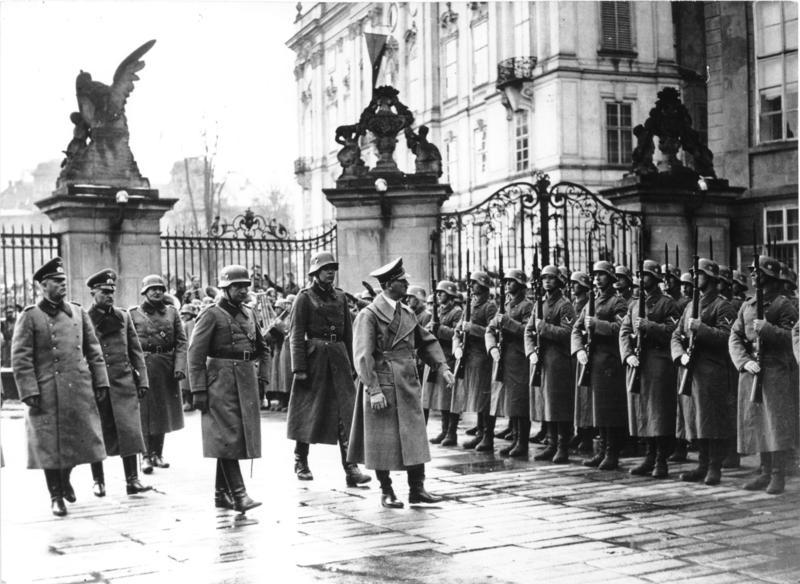
1939: Germania ocupă Cehoslovacia. În imagine Adolf Hitler la Castelul Praga

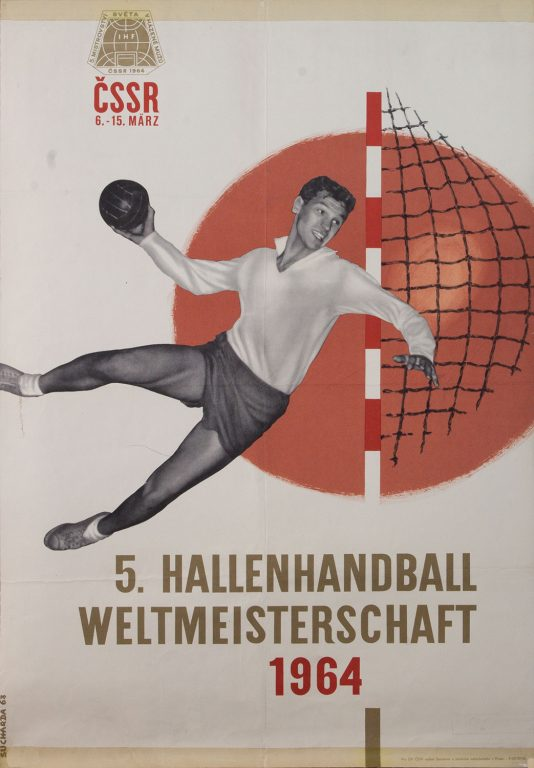
1964: Echipa de handbal masculin a României a câștigat campionatul mondial din Cehoslovacia după ce a învins în finală echipa Suediei cu scorul de 25 - 22 și a devenit pentru a două oară campioană mondială.

- 44 î.Hr.: Împăratul Roman Iuliu Cezar este asasinat de Marcus Brutus, Decimus Brutus și alți câțiva senatori romani.
- 0351: Constanțiu al II-lea îl ridică pe vărul său Gallus la rangul de caesar și îl pune la conducerea părții de est a Imperiului Roman. În aceeași zi, Gallus se căsătorește cu sora lui Constanțiu, Constantina.
- 0493: Odoacru, primul rege barbar al Italiei după căderea Imperiului Roman de Apus, este ucis de Theodoric cel Mare, rege al ostrogotilor, în timp ce cei doi regi petreceau împreună.
- 0856: Mihail al III-lea, împărat al Imperiului Bizantin, răstoarnă regența mamei sale, împărăteasa Teodora (soția lui Teofilos) cu sprijinul nobilimii bizantine.
- 0933: Henric I al Germaniei îi învinge pe maghiari în Bătălia de la Riade în apropiere de râul Unstrut.
- 1493: Cristofor Columb se întoarce în Spania după prima sa călătorie în America.
- 1545: Prima reuniune a Conciliul Tridentin.
- 1781: Astronomul francez Pierre Méchain descoperă cele trei galaxii spirale Messier 98, Messier 99 și Messier 100.
- 1827: La inițiativa episcopului anglican din Toronto, John Strachan, este înființată Universitatea din Toronto.
- 1848: A avut loc, la Budapesta, declanșarea revoluției maghiare împotriva dominației habsburgice.
- 1876: A apărut, la București, ziarul Timpul, organul de presă al Partidului Conservator, la care au lucrat Mihai Eminescu, Ion Slavici și I.L. Caragiale.
- 1892: A fost patentată prima scară rulantă de către Jesse W. Reno din New York.
- 1892: Se fondează clubul de fotbal Liverpool F.C..
- 1899: Premiera piesei istorice "Cezar și Cleopatra", de George Bernard Shaw.
- 1906: A luat ființă compania britanică Rolls Royce.
- 1908: A avut loc, la Paris, prima audiție a "Rapsodiei spaniole", de Maurice Ravel.
- 1915: A avut loc, la București, prima audiție a "Simfoniei a II-a în La major op. 17", de George Enescu.
- 1916: Președintele Woodrow Wilson trimite 4.800 trupe americane peste granița SUA-Mexico pentru urmărirea lui Pancho Villa.
- 1917: Țarul Nicolae al II-lea al Rusiei abdică de pe tronul Rusiei.
- 1922: După ce Egiptul își câștigă independența față de Marea Britanie, Fuad I devine rege al Egiptului.
- 1939: Ca urmare a intrării trupelor hitleriste în Cehoslovacia, în România s-a decretat mobilizarea generală. Pe întreg teritoriul României au avut loc manifestații în sprijinul Cehoslovaciei.
- 1945: Al Doilea Război Mondial: Armata română duce lupte grele pentru eliberarea orașului cehoslovac Branska-Bystrica.
- 1951: Industria petrolieră iraniană este naționalizată.
- 1956: România și Birmania (Uniunea Myanmar) stabilesc relații diplomatice la nivel de legație.
- 1964: Echipa de handbal masculin a României a câștigat campionatul mondial din Cehoslovacia după ce a învins în finală echipa Suediei cu scorul de 25 - 22 și a devenit pentru a două oară campioană mondială.
- 1974: Arpad Kiss, pilot planorist, a efectuat primul zbor cu primul deltaplan românesc, AK-22.
- 1990: Mihail Gorbaciov este ales ca prim președinte al Uniunii Sovietice.
- 1991: A luat ființă Fundația Europeană Nicolae Titulescu cu scopul de a onora memoria marelui diplomat român, de a stimula și întreține interesul pentru viața și activitatea diplomatică a lui Nicolae Titulescu.
- 1994: În Belarus, a fost adoptată Ziua Constituției.
- 1996: ONU a lansat un proiect pentru salvarea Africii de subdezvoltare prin acordarea a 25 miliarde de dolari pe o perioadă de 10 ani și mobilizarea agențiilor împotriva sărăciei și maladiilor. Proiectul "Inițiativa specială privind Africa".
- 2004: Oamenii de știință au raportat descoperirea Sednei, cel mai distant obiect din sistemul solar observat până acum.
- 2006: Adrian Năstase își anunță demisia din fruntea Camerei Deputaților și din funcția de președinte executiv al PSD după ce 37 din filialele PSD din teritoriu i-au acordat un vot de blam.
- 2011: Regele Bahrainului, Hamad bin Isa Al Khalifa, declară stare de urgență timp de trei luni în urma protestelor din Bahrain din 2011.
- 2019: Aproximativ 1,4 milioane de tineri din 123 de țări intră în grevă pentru a protesta împotriva schimbărilor climatice.[1]
- 2021: Filmul Colectiv regizat de Alexander Nanau a fost nominalizat la categoriile Cel mai bun film străin și Cel mai bun film documentar la cea de-a 93-a ediție a Premiilor Oscar. Este primul film românesc nominalizat la Oscar.[2]

## Nașteri
- 1638: Împăratul Shunzhi al Chinei (d. 1661)
- 1713: Nicolas Louis de Lacaille, astronom francez (d. 1762)
- 1738: Cesare Beccaria Bonesana, jurist, economist, publicist italian (d. 1794)
- 1767: Andrew Jackson, al 7-lea președinte al Statelor Unite (d. 1845)
- 1779: Lord Melbourne, prim-ministru al Marii Britanii (d. 1848)

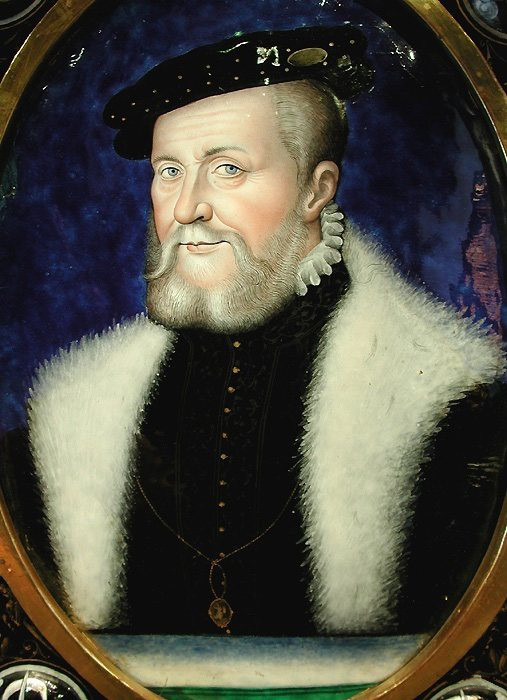
Anne de Montmorency, conetabil al Franței
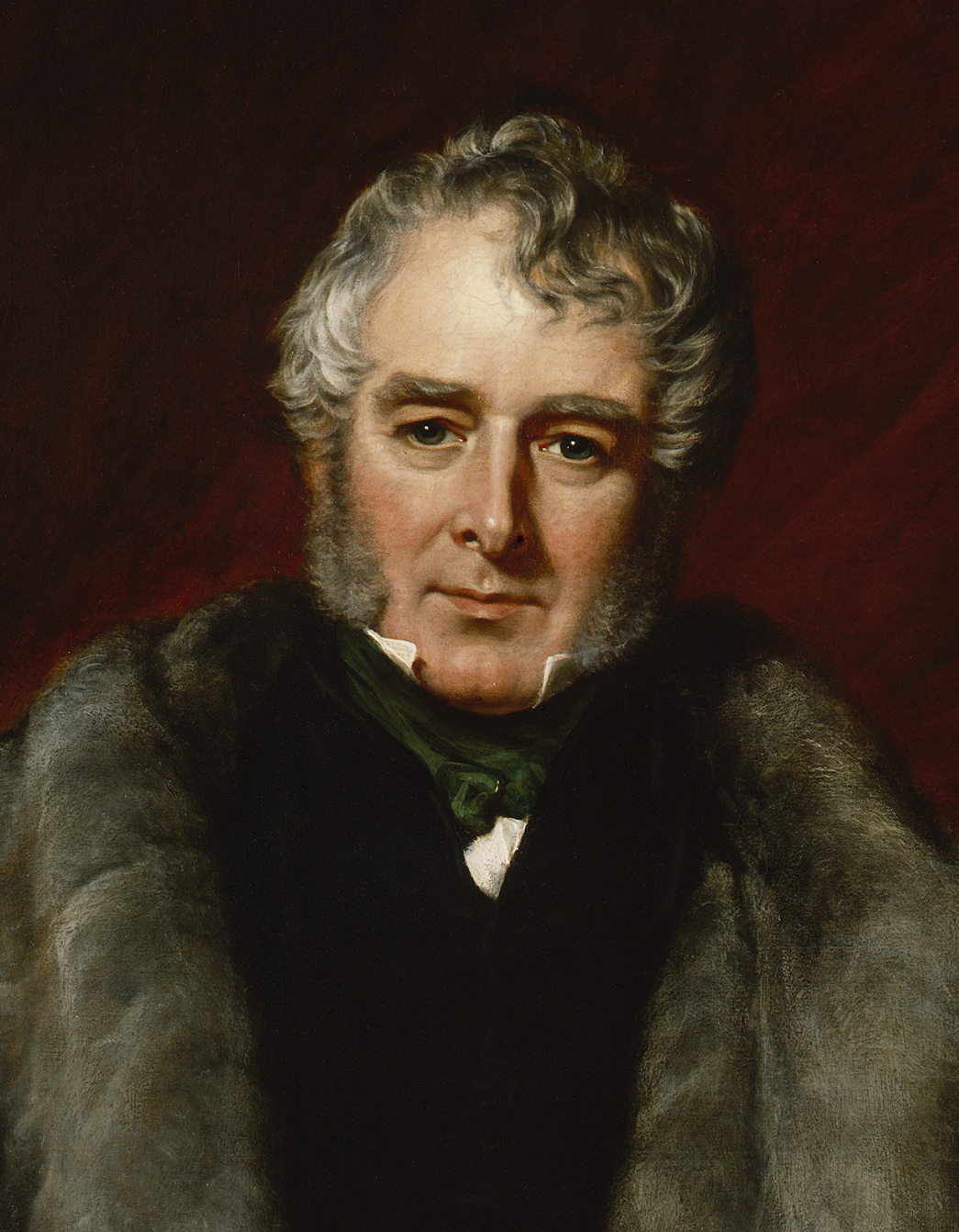
Lord Melbourne, prim-ministru al Marii Britanii
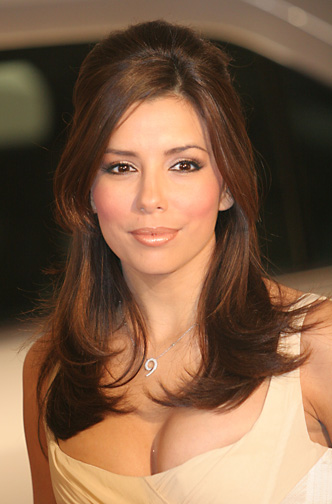
Eva Longoria, actriță americană

- 1812: Maria Burada, prima femeie din Moldova care a tradus piese de teatru (d. 1886)
- 1830: Paul Heyse, scriitor german, laureat al Premiului Nobel (d. 1914)
- 1831: Pantazi Ghica, prozator, dramaturg și publicist român (d. 1882)
- 1915: Barbara (pictoriță), pictoriță italiană (d. 2002)
- 1915: Nicolae Botnariuc, zoolog și biolog român (d. 2011)
- 1924: Aldo Andreotti, matematician italian (d. 1980)
- 1930: Jores Alfiorov, fizician rus, laureat al Premiului Nobel pentru fizică (d. 2019)
- 1930: Nicolae Bikfalvi, pictor român
- 1932: Alan Bean, astronaut american (d. 2018)
- 1935: Aurel Șelaru, ciclist român (d. 2020)
- 1943: David Cronenberg, regizor, producător și scenarist canadian
- 1950: Marie-José Denys, politiciană franceză (d. 2022)
- 1951: Viorela Filip, solistă vocală română
- 1958: Sam Matekane, om de afaceri și politician din Lesotho, prim-ministru
- 1960: Ioan Andone, fotbalist român
- 1975: Eva Longoria, actriță americană
- 1980: Cristian Măcelaru, violonist și dirijor român
- 1981: Young Buck, rapper american
- 1989: Robert-Ionatan Sighiartău, politician român

## Decese
- 44 î.Hr.: Iuliu Cezar, împărat roman (n. 100 î.Hr.)
- 0752: Papa Zaharia
- 1190: Isabelle de Hainaut, prima soție a regelui Filip al II-lea al Franței (n. 1170)
- 1536: Pargalı Ibrahim Pașa, mare vizir al Imperiului Otoman (n. 1493)
- 1721: Louise de Mecklenburg-Güstrow, regină consort a Danemarcei și Norvegiei (n. 1667)
- 1724: Marie Jeanne de Savoia, Ducesă de Savoia (n. 1644)
- 1833: Kurt Sprengel, botanist și fizician german (n. 1766)

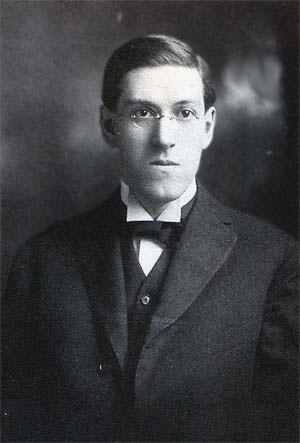
H. P. Lovecraft, scriitor american
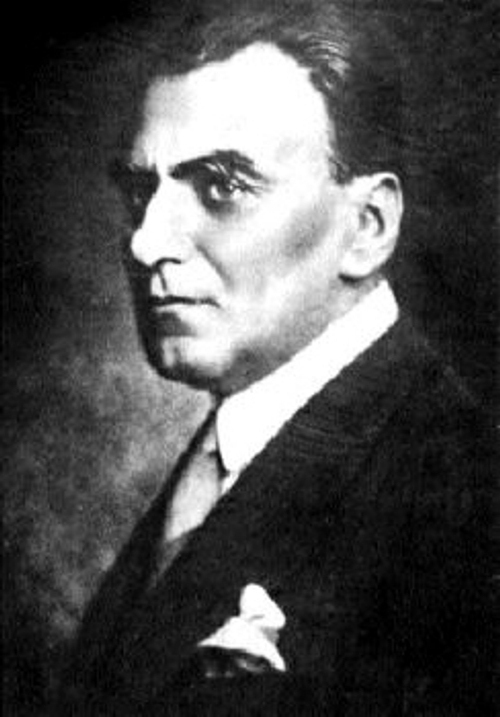
Nae Ionescu, filosof, logician, publicist român
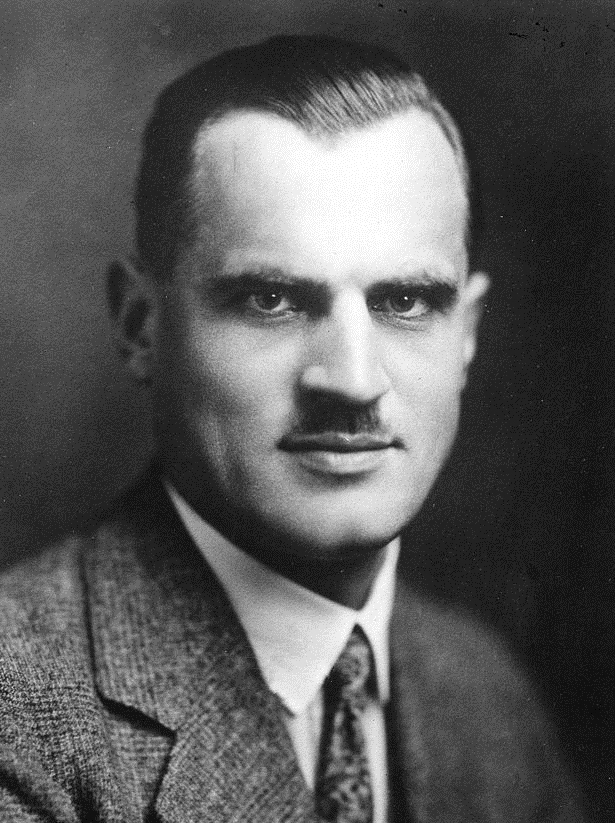
Arthur Holly Compton, fizician american, laureat Nobel

- 1909: Victor Vignon, pictor francez (n. 1847)
- 1937: H. P. Lovecraft, scriitor american (n. 1890)
- 1938: Vladimir Nabrut, poet rus (n. 1888)
- 1940: Nae Ionescu, filosof, logician, publicist român (n. 1890)
- 1962: Arthur Holly Compton, fizician american, laureat al Premiului Nobel (n. 1892)
- 1964: Paul Cavanagh, actor englez de film (n. 1888)
- 1970: Arthur Adamov, dramaturg francez (n. 1908)
- 1975: Aristotel Onassis, armator grec (n. 1906)
- 1976: Fanny Rebreanu , actriță română, soția scriitorului Liviu Rebreanu. (n. 1888)
- 1977: Tudor Măinescu, poet, prozator satiric, epigramist (n. 1892)
- 1981: René Clair, regizor francez (n. 1898)
- 1983: Coloman Braun-Bogdan, fotbalist român, primul antrenor al echipelor Steaua București și Dinamo București (n. 1905)
- 1986: Alexandru Giugaru, actor român (n. 1897)
- 2004: John Pople, chimist englez, laureat al Premiului Nobel (n. 1925)
- 2007: Mihail Makarenko, colecționar de artă, activist pentru drepturile omului, disident și fost deținut politic în Uniunea Sovietică (n. 1931)
- 2015: Eusebiu Ștefănescu, actor român de teatru și film (n. 1944)

## Sărbători
- Ziua Mondială a Drepturilor Consumatorilor
- Ziua Internațională Împotriva Violenței Poliției
- Ungaria: Ziua națională
- Hōnen Matsuri, festival japonez al fertilității
- Autism Awareness day